# Броляно
Броля̀но (на италиански: Brogliano; на венециански: Brojan, Броян) е малко градче и община в Северна Италия, провинция Виченца, регион Венето. Разположено е на 172 m надморска височина. Населението на общината е 3962 души (към 2015 г.).